# Persone di nome Felipe
| Questa pagina contiene informazioni ricavate automaticamente dalle voci biografiche con l'ausilio del template Bio e di un bot. L'aggiornamento è periodico e automatico e ricostruisce completamente la pagina. Se manca una persona in questa lista, sei pregato di non aggiungerla, ma accertati piuttosto che la sua voce biografica contenga il template Bio e che i dati anagrafici siano correttamente compilati. Se il template Bio manca, inseriscilo tu stesso o, in alternativa, metti l'avviso {{tmp\|Bio}} che ne segnala la mancanza. Se i dati riportati sono sbagliati, correggi direttamente la voce biografica; le modifiche saranno visibili in questa lista entro pochi giorni. Per chiarimenti vedi il progetto antroponimi. La lista contiene solo le 155 persone che sono citate nell'enciclopedia e per le quali è stato implementato correttamente il template Bio. Pagina aggiornata al 16 ott 2024. |

Questa è una lista di persone presenti nell'enciclopedia che hanno il prenome Felipe, suddivise per attività principale.

## Allenatori di calcio(4)
- Felipe Conceição, allenatore di calcio, dirigente sportivo e ex calciatore brasiliano (Nova Friburgo, n. 1979)
- Felipe Jorge Loureiro, allenatore di calcio e ex calciatore brasiliano (Rio de Janeiro, n. 1977)
- Felipe Miñambres, allenatore di calcio, ex calciatore e dirigente sportivo spagnolo (León, n. 1965)
- Felipe Ortiz, allenatore di calcio e ex calciatore spagnolo (Lleida, n. 1977)

## Atleti paralimpici(1)
- Felipe da Sousa Gomes, atleta paralimpico brasiliano (Rio de Janeiro, n. 1986)

## Attori(3)
- Felipe de Alba, attore e avvocato messicano (Città del Messico, n. 1924 - New York City, † 2005)
- Felipe Carone, attore brasiliano (San Paolo del Brasile, n. 1920 - Rio de Janeiro, † 1995)
- Felipe Colombo, attore, cantante e musicista messicano (Città del Messico, n. 1983)

## Bassisti(1)
- Felipe Andreoli, bassista brasiliano (San Paolo, n. 1980)

## Cantanti(3)
- Felipe Araújo, cantante brasiliano (Goiânia, n. 1995)
- Felipe Dylon, cantante e attore brasiliano (Rio de Janeiro, n. 1987)
- Felipe Gil, cantante e compositore messicano (Veracruz, n. 1913 - † 1956)

## Cardinali(1)
- Felipe Arizmendi Esquivel, cardinale e vescovo cattolico messicano (Chiltepec, n. 1940)

## Cestisti(4)
- Felipe de la Pozas, ex cestista cubano (L'Avana, n. 1933)
- Felipe Fernández, cestista argentino (San Miguel de Tucumán, n. 1933 - † 2012)
- Felipe Reyes, ex cestista spagnolo (Cordova, n. 1980)
- Felipe dos Anjos, cestista brasiliano (San Paolo, n. 1998)

## Ciclisti su strada(1)
- Felipe Yáñez, ex ciclista su strada spagnolo (Cózar, n. 1953)

## Ciclocrossisti(1)
- Felipe Orts, ciclocrossista e ciclista su strada spagnolo (Villajoyosa, n. 1995)

## Compositori(1)
- Felipe Pedrell, compositore spagnolo (Tortosa, n. 1841 - Barcellona, † 1922)

## Diplomatici(1)
- Felipe Pardo y Aliaga, diplomatico, avvocato e poeta peruviano (Lima, n. 1806 - Lima, † 1868)

## Esploratori(2)
- Felipe de Cáceres, esploratore spagnolo
- Felipe de Neve, esploratore spagnolo (Bailén, n. 1724 - Coahuila, † 1784)

## Generali(2)
- Manuel de Amat y Junient, generale spagnolo (Vacarisses, n. 1707 - Barcellona, † 1782)
- Felipe Ángeles, generale e rivoluzionario messicano (Zacualtipán, n. 1868 - Chihuahua, † 1919)

## Giocatori di calcio a 5(8)
- Felipe Arteiro, giocatore di calcio a 5 brasiliano (Osasco, n. 1988)
- Felipe Manfroi, giocatore di calcio a 5 brasiliano (Garibaldi, n. 1986)
- Felipe Ocampos, ex giocatore di calcio a 5 paraguaiano (n. 1963)
- Felipe Oliveira, giocatore di calcio a 5 brasiliano (Rio de Janeiro, n. 1992)
- Felipe Paradynski, giocatore di calcio a 5 brasiliano (Ijuí, n. 1994)
- Felipe Valério Paschoal, giocatore di calcio a 5 brasiliano (Suzano, n. 1993)
- Felipe Tonidandel, giocatore di calcio a 5 brasiliano (n. 1990)
- Felipe Yagüe Hernández, ex giocatore di calcio a 5 spagnolo (Salamanca, n. 1978)

## Ingegneri(1)
- Felipe Caronti, ingegnere argentino (Como, n. 1813 - Bahía Blanca, † 1883)

## Judoka(1)
- Felipe Kitadai, judoka brasiliano (São Paulo, n. 1989)

## Montatori(1)
- Felipe Gálvez Haberle, montatore, regista e sceneggiatore cileno (Santiago del Cile, n. 1983)

## Multiplisti(1)
- Felipe dos Santos, multiplista brasiliano (San Paolo, n. 1994)

## Nuotatori(3)
- Felipe França, nuotatore brasiliano (Suzano, n. 1987)
- Felipe Lima, ex nuotatore brasiliano (Cuiabá, n. 1985)
- Felipe Muñoz, ex nuotatore messicano (Città del Messico, n. 1951)

## Pallanuotisti(1)
- Felipe Perrone, pallanuotista brasiliano (Rio de Janeiro, n. 1986)

## Pallavolisti(1)
- Felipe Roque, pallavolista brasiliano (Juiz de Fora, n. 1997)

## Pentatleti(1)
- Felipe Nascimento, pentatleta brasiliano (Recife, n. 1993)

## Piloti automobilistici(3)
- Felipe Drugovich, pilota automobilistico brasiliano (Maringá, n. 2000)
- Felipe Fraga, pilota automobilistico brasiliano (Jacundá, n. 1995)
- Felipe Massa, pilota automobilistico brasiliano (San Paolo, n. 1981)

## Politici(9)
- Felipe Calderón, politico messicano (Morelia, n. 1962)
- Felipe González, politico e avvocato spagnolo (Dos Hermanas, n. 1942)
- Felipe González González, politico messicano (Aguascalientes, n. 1947 - Aguascalientes, † 2023)
- Adolfo de la Huerta, politico e generale messicano (Guaymas, n. 1881 - Città del Messico, † 1955)
- Felipe Molas López, politico paraguaiano (Asunción, n. 1901 - Asunción, † 1954)
- Filipe Nyusi, politico mozambicano (Namau, n. 1959)
- Felipe Pérez Roque, politico cubano (L'Avana, n. 1965)
- Felipe Solá, politico e ingegnere argentino (Buenos Aires, n. 1950)
- Horacio Vásquez, politico dominicano (n. 1860 - Moca, † 1936)

## Rapper(1)
- Immortal Technique, rapper e attivista peruviano (Lima, n. 1978)

## Registi(1)
- Felipe Cazals, regista e sceneggiatore messicano (Città del Messico, n. 1937 - Città del Messico, † 2021)

## Rugbisti a 15(3)
- Felipe Aliaga, rugbista a 15 uruguaiano (Montevideo, n. 1999)
- Felipe Berchesi, rugbista a 15 uruguaiano (Montevideo, n. 1991)
- Felipe Contepomi, ex rugbista a 15 e medico argentino (Buenos Aires, n. 1977)

## Schermidori(1)
- Felipe Alvear, schermidore cileno (n. 1985)

## Sciatori nautici(1)
- Felipe Miranda, sciatore nautico cileno (n. 1986)

## Scrittori(1)
- Felipe Benítez Reyes, scrittore e poeta spagnolo (Rota, n. 1960)

## Scultori(3)
- Felipe Bigarny, scultore e architetto spagnolo (Langres, n. 1475 - Toledo, † 1543)
- Felipe de Castro, scultore spagnolo (Noia, n. 1711 - Madrid, † 1775)
- Felipe del Corral, scultore spagnolo (Valencia)

## Storici dell'arte(2)
- Felipe Garín Ortiz de Taranco, storico dell'arte spagnolo (Valencia, n. 1908 - Valencia, † 2005)
- Felipe Garín Llombart, storico dell'arte e museologo spagnolo (Valencia, n. 1943 - Valencia, † 2023)

## Tennisti(1)
- Felipe Meligeni Alves, tennista brasiliano (Campinas, n. 1998)

## Tiratori a segno(1)
- Felipe Wu, tiratore a segno brasiliano (San Paolo, n. 1992)

## Umanisti(1)
- Felipe de Guevara, umanista e collezionista d'arte spagnolo (Bruxelles, n. 1500 - Madrid, † 1563)

## Vescovi cattolici(4)
- Felipe de Jesús Estévez, vescovo cattolico cubano (Pedro Betancourt, n. 1946)
- Felipe Fernández García, vescovo cattolico spagnolo (San Pedro de Trones, n. 1935 - San Cristóbal de La Laguna, † 2012)
- Felipe Bacarreza Rodríguez, vescovo cattolico cileno (Santiago del Cile, n. 1948)
- Felipe Scío Riaza, vescovo cattolico spagnolo (Valsaín, n. 1738 - Valencia, † 1796)

## Wrestler(1)
- El Canek, wrestler e artista marziale misto messicano (Frontera, n. 1952)

## Senza attività specificata(1)
- Felipe Guamán Poma de Ayala,  peruviano (San Cristóbal de Suntuntu, n. 1534 - Lima, † 1615)